# Göriach
Göriach est une commune autrichienne du district de Tamsweg dans l'État de Salzbourg.

## Géographie
Göriach admet une géographie très spécifique